# Pterolophia subaequalis
Pterolophia subaequalis là một loài bọ cánh cứng trong họ Cerambycidae.